# Panafrikanischer Gewerkschaftsbund
Der Panafrikanische Gewerkschaftsbund (All-African Trade Union Federation, AATUF) ist eine Dachorganisation für afrikanische Gewerkschaften.
Der Panafrikanische Gewerkschaftsbund wurde im Mai 1960 in Casablanca ins Leben gerufen. Die Idee dazu wurde auf einer Konferenz veröffentlicht, die im November 1959 in Accra von Kwame Nkrumah mit den Worten eröffnet wurde:

„A Trade Union movement in a colonial territory cannot divorce itself from the national struggle for political independence.“

Im Jahre 1973 wurde in Addis Abeba die Nachfolgeorganisation Organization of African Trade Union Unity geschaffen, die gleichzeitig die Konkurrenzorganisation African Trade Union Confederation umfasste.